# Cryptodesmus pusillus
Cryptodesmus pusillus är en mångfotingart som beskrevs av Carl Graf Attems 1899. Cryptodesmus pusillus ingår i släktet Cryptodesmus och familjen Cryptodesmidae. Inga underarter finns listade i Catalogue of Life.